# Жан-Франсуа-Поль Ле Февр де Комартен
Жан-Франсуа-Поль Ле Февр де Комартен (фр. Jean-François-Paul Le Fèvre de Caumartin), також: абат Комартен (фр. Abbe de Caumartin; 16 грудня 1668, Шалон-сюр-Марн — 30 серпня 1733, Блуа) — французький папський ігумен, бібліотекар, римо-католицький єпископ та член Французької академії.

## Біографія
Батько Комартена був так званим регіональним міністром Короля (інтендантом) у місті Шалон-сюр-Марн. Його хрещеним батьком був кардинал де Ретц. У віці 7 років він одержав так звану коменду (вакантне місце) в цистерціанському абатстві Бюзе . Він вважався духовним вундеркіндом та здобув приватну освіту на найвищому рівні. 1693 року Комартен був висвячений на священника та обійняв посаду бібліотекаря короля, а 1694 року був обраний членом Французької академії (крісло № 35). Він цікавився різноманітними сферами науки, славився своєю колекцією книг, а 1701 року став членом новоствореної академії написів та красного письменства.
Після докторату з теології (1697) церковна кар'єра привела де Комартена через вікаріат в Турі до єпископату у Ванні (1718—1719) і, нарешті, в Блуа (1720—1733). Крім академічних промов та випадкових записів церковно-адміністративного змісту, він не залишав жодних творів.